# 山陽女子ロードレース
山陽女子ロードレース（さんようじょしロードレース）は、女子のロードレースである。1982年から2003年までと2019年からは12月の第三日曜日、2004年から2018年までは12月23日（2014年のみ11月第三日曜日）に開催される。

## 概要
岡山県出身で1928年アムステルダムオリンピックの800m走で日本人として初めてメダルを獲得した人見絹枝の名前を冠して、人見絹枝杯山陽女子ロードレースが開催され、2004年の23回大会からハーフマラソンをバルセロナオリンピック銀メダル、アトランタオリンピック銅メダルを獲得した有森裕子の名前を冠している。
本大会の主催は岡山県、岡山市、山陽新聞社など。RSK山陽放送がテレビ・ラジオで生中継を行っている。また一時期はBS-TBSで全国生中継もされていたが、2013年以降はRSK山陽放送単独の放送に戻った。
2004年以降10年間、天皇誕生日である12月23日に開催していたが、2014年は11月16日に前倒して開催した。これは、同年12月5日にオープンするイオンモール岡山の年末商戦による交通渋滞および交通規制の困難さを考慮して判断したもの。2015年以降は12月23日開催に戻したが経路が一部変更されている。
2019年以降は12月23日が平日になったため12月の第三日曜日に開催されている。

## 歴史
1949年に人見ともに第3回万国女子五輪でリレーに出場した本城ハツらが、スポーツ振興を願った人見の遺志を継いで岡山女子クラブを創設した。翌50年には同クラブが中心となって奥市競技場で人見杯第1回全国都道府県対抗女子陸上競技大会を開催した。しかし、翌年以降の開催は確認されていない。
それから28年後の1978年に松田堯が渡欧したプラハで人見の碑を見つけ、岡山陸上競技会に人見絹枝章の創設を提案し両備てい園財団からの寄付をもとに制定された。
1981年4月に第1回吉備路山陽マラソンが開催されたのを機に、公認コースでのロードレスを求める声が出始めた。当時の岡山県陸上協議会理事長の入野昌志がこの動きを後押ししたことで、開催に向け急ピッチで準備が進んだ。1982年に県保健体育課長の柾木繁男の提案で大会名称に人見絹枝杯を冠することも決まった。
1990年の第9回大会から人見の記念碑があるチェコよりチェコ共和国杯が寄贈され、22回大会まではハーフ優勝者、23回大会からは10キロ優勝者に贈られる。

## 発着地点の変遷
- 第1回･第2回 岡山県庁前発着
- 第3回･第4回 岡山県庁前～三光荘前
- 第5回 岡山衛生会館前～三光荘前
- 第6回～第18回･第22回～ 岡山県陸上競技場
- 第19回～第21回 岡山県総合グラウンド

## コース
2015年からのコース
- シティライトスタジアム→津島遺跡一周→岡山武道館前（左折）→（岡山市道いずみ町青江線・島田筋）→伊福町四丁目交差点（左折）→（国道180号）→清心町交差点（直進）→（国道53号）→番町交差点（左折）→（岡山県道402号原尾島番町線）→浜三丁目交差点（左折）→（岡山市道浜国富線）→西川原交差点（直進）→（岡山県道96号岡山赤穂線）→岡大入口交差点（直進）→（国道53号）→シティライトスタジアム前（10kmコースはここまで）→津島交差点（左折）→（岡山市道いずみ町青江線・島田筋）→昭和町交差点（右折）→（岡山市道富本町三田線・新幹線側道）→高柳交差点（左折）→（岡山県道236号巌井野田線・高柳地下道）→野田西交差点（直進）→（岡山県道21号岡山児島線→下中野北交差点（左折）→（岡山市道田中西古松線）→大元駅西（右折）→（岡山市道田中西小松2号線）→大元駅前交差点（直進）→（岡山県道173号大元停車場線）→東古松二丁目交差点（左折）→（岡山市道いずみ町青江線・島田筋）→昭和町交差点（右折）→（岡山市道昭和町4号線）→下石井高架下（直進）→（岡山市道駅元町16号線）→岡山駅西口交差点（直進）→（岡山市道奉還町駅元町2号線）→清心町交差点（直進）→（国道53号）→シティライトスタジアム
  - 2014年までは、東古松二丁目から岡山駅西口にかけてのコースが異なり、東古松二丁目交差点（直進）→（岡山県道173号大元停車場線）→大供交差点（直進）→（岡山市道南方柳町線・市役所筋）→下石井一丁目交差点（左折）→（岡山市道駅元町下石井線・下石井高架）→下石井高架北（右折）→（岡山市道奉還町駅元町1号線）→岡山駅西口交差点（左折）のルートとなっていた。

## 歴代優勝者
| 1    | 1982 | 柏木千恵美                     | ユニチカ                         | 35分26秒 | 金子るみ子                   | 順天高校               | 1時間12分39秒 |        |                |            |              |                |
| 2    | 1983 | 柏木千恵美                     | ユニチカ                         | 35分34秒 | 堀真舟                       | 筑波大                 | 1時間17分23秒 |        |                |            |              |                |
| 3    | 1984 | 大国美喜子                     | 中央大                           | 36分13秒 | 北村伊津美                   | 雪印乳業               | 1時間12分16秒 |        |                |            |              |                |
| 4    | 1985 | 田村有紀                       | 荏田高                           | 35分29秒 | 松本真由美                   | 日女体大               | 1時間14分47秒 | 愛知県 | 3時間51分5秒   |            |              |                |
| 5    | 1986 | 高橋郁子                       | 鈴峯女子高                       | 34分22秒 | 田村有紀                     | 日産自動車             | 1時間14分00秒 | 愛媛県 | 1時間46分58秒  |            |              |                |
| 6    | 1987 | 鄭美子                         | 韓国                             | 34分15秒 | 李美玉                       | 韓国                   | 1時間8分59秒  | 兵庫県 | 1時間43分59秒  |            |              |                |
| 7    | 1988 | 福山つぐみ                     | 東女体大                         | 34分01秒 | 兵頭勝代                     | 旭化成                 | ○1時間7分47秒 | 京都府 | 1時間42分59秒  |            |              |                |
| 8    | 1989 | 寺沢佳恵                       | 大阪大                           | 33分10秒 | 有森裕子                     | リクルート             | 1時間9分2秒   | 滋賀県 | 1時間43分6秒   |            |              |                |
| 回数 | 年度 | 氏名                           | 所属（当時）または国籍           | 10km記録 | 氏名                         | 所属（当時）または国籍 | ハーフ記録    | 府県名 | 府県対抗記録※  | 氏名       | 所属（当時） | 中学3,000m記録 |
| 9    | 1990 | 寺沢佳恵                       | 大阪大                           | 33分44秒 | 陳青梅                       | 愛教大                 | 1時間8分59秒  | 京都府 | 1時間43分29秒  | 浜本奈々江 | 鈴峯女子中   | 9分52秒6       |
| 10   | 1991 | 王咏梅                         | 中国                             | 33分04秒 | 王秀婷                       | 中国                   | 1時間10分14秒 | 京都府 | 1時間42分32秒  | 宮口典子   | 新市中央中   | 10分12秒5      |
| 11   | 1992 | 岡本真喜子                     | 龍谷大                           | 33分02秒 | 王咏梅                       | 東海銀行               | 1時間10分37秒 | 京都府 | 1時間43分14秒  | 神原美由紀 | 八浜中       | 10分25秒6      |
| 12   | 1993 | 岡本真喜子                     | 龍谷大                           | 33分10秒 | 山本佳子                     | ダイエー               | 1時間12分39秒 | 岡山県 | 1時間42分18秒  | 水鳥 心    | 倉敷北中     | 10分12秒5      |
| 13   | 1994 | 盛山玲世                       | 芙蓉                             | 33分03秒 | 瀬戸口恵美                   | ベスト電器             | 1時間12分5秒  | 鳥取県 | 1時間40分33秒  | 内田礼子   | 勝北中       | 10分9秒47      |
| 14   | 1995 | 日下部和子                     | 芙蓉                             | 33分19秒 | 盛山玲世                     | 芙蓉                   | 1時間12分4秒  | 岡山県 | 1時間40分53秒  | 鈴木美緒   | 御南中       | 10分39秒27     |
| 15   | 1996 | 市川良子                       | JALAC                            | 33分13秒 | 梁英                         | 東海銀行               | 1時間12分00秒 | 京都府 | 1時間41分34秒  | 地木小百合 | 邑久中       | 10分30秒48     |
| 16   | 1997 | 柴田郁                         | 京産大                           | 33分13秒 | 萩永佳奈子                   | ワコール               | 1時間11分14秒 | 京都府 | ○1時間40分25秒 | 中本香織   | 熊野中       | 10分24秒59     |
| 17   | 1998 | 加納由理                       | 立命館大                         | 32分47秒 | 松岡理恵                     | 天満屋                 | 1時間10分8秒  | 岡山県 | 1時間40分1秒   | 鈴木あゆ美 | 御南中       | 10分23秒42     |
| 18   | 1999 | 伏見谷恵子                     | 大阪学院大                       | 32分51秒 | 本平知子                     | 東農大                 | 1時間12分14秒 | 岡山県 | 1時間41分58秒  | 鈴木あゆ美 | 御南中       | 10分18秒9      |
| 回数 | 年度 | 氏名                           | 所属（当時）または国籍           | 10km記録 | 氏名                         | 所属（当時）または国籍 | ハーフ記録    |        |                |            |              |                |
| 19   | 2000 | 大山美樹                       | 立命館大                         | 33分29秒 | 野口みずき                   | グローバリー           | 1時間9分44秒  |        |                |            |              |                |
| 20   | 2001 | 山中美和子                     | ダイハツ                         | 32分10秒 | 黒沢奈美                     | 四国電力               | 1時間11分4秒  |        |                |            |              |                |
| 21   | 2002 | 池田恵美                       | 立命館大                         | 32分38秒 | デラルツ・ツル               | エチオピア             | 1時間11分9秒  |        |                |            |              |                |
| 22   | 2003 | 山崎智恵子                     | 天満屋                           | 32分46秒 | 野口みずき                   | グローバリー           | 1時間10分4秒  |        |                |            |              |                |
| 23   | 2004 | ウインフリーダ・ケバソ         | 世羅高                           | 32分20秒 | ルース・ワンジル             | 日立製作所             | 1時間10分23秒 |        |                |            |              |                |
| 24   | 2005 | ベニタ・ジョンソン             | オーストラリア                   | 32分26秒 | エバリン・キムエイ           | サニックス             | 1時間10分47秒 |        |                |            |              |                |
| 25   | 2006 | 清家愛                         | シスメックス                     | 32分33秒 | ベニタ・ジョンソン           | オーストラリア         | 1時間10分1秒  |        |                |            |              |                |
| 26   | 2007 | ティキ・ゲラナ                 | デンソー                         | 31分54秒 | エバリン・キムエイ           | パナソニック           | 1時間9分20秒  |        |                |            |              |                |
| 27   | 2008 | ウインフリーダ・ケバソ         | 豊田自動織機                     | 32分54秒 | キラグ・パウリン・ワングル   | 九電工                 | 1時間10分54秒 |        |                |            |              |                |
| 28   | 2009 | 桑城奈苗                       | シスメックス                     | 32分27秒 | 平田裕美                     | 資生堂                 | 1時間11分13秒 |        |                |            |              |                |
| 29   | 2010 | カプッチ・セリー・チェピエゴ   | 九電工                           | 32分13秒 | 森祥子                       | 大塚製薬               | 1時間11分41秒 |        |                |            |              |                |
| 30   | 2011 | アン・カリンジ・ムワンギ       | 豊田自動織機                     | 32分47秒 | 赤羽有紀子                   | ホクレン               | 1時間9分16秒  |        |                |            |              |                |
| 31   | 2012 | フェリスタ・ワンジュグ         | ユニバーサルエンターテインメント | 32分16秒 | 赤羽有紀子                   | ホクレン               | 1時間9分56秒  |        |                |            |              |                |
| 32   | 2013 | グレース・ブティエ・キマンズィ | スターツ                         | 32分24秒 | カプッチ・セリー・チェピエゴ | 九電工                 | 1時間8分24秒  |        |                |            |              |                |
| 33   | 2014 | グレース・ブティエ・キマンズィ | スターツ                         | 32分5秒  | 古瀬麻美                     | 京セラ                 | 1時間12分1秒  |        |                |            |              |                |
| 34   | 2015 | ローズメリー・ワンジル・モニカ | スターツ                         | 32分3秒  | カプッチ・セリー・チェピエゴ | 九電工                 | 1時間8分17秒  |        |                |            |              |                |
| 35   | 2016 | ローズメリー・ワンジル・モニカ | スターツ                         | 32分4秒  | 小原怜                       | 天満屋                 | 1時間10分4秒  |        |                |            |              |                |
| 36   | 2017 | シュル・ブロ                   | TOTO                             | 32分3秒  | パウリン・カムル             | ルートインホテルズ     | 1時間8分4秒   |        |                |            |              |                |
| 37   | 2018 | グレース・ブティエ・キマンズィ | スターツ                         | 31分54秒 | 前田穂南                     | 天満屋                 | 1時間9分12秒  |        |                |            |              |                |
| 38   | 2019 | ロバ・ゼイトナ・フーサン       | デンソー                         | 32分14秒 | シャーロット・パデュー       | イギリス               | 1時間8分45秒  |        |                |            |              |                |
| 39   | 2020 | アグネス・ムカリ               | 倉敷高                           | 31分39秒 | ロバ・ゼイトナ・フーサン     | デンソー               | 1時間9分24秒  |        |                |            |              |                |

- 府県対抗記録は10km走った選手の中から上位3人の成績を合計し少ない方から順位を決める。
- 太字は大会記録優勝者